# جحدر بن مالك
جحدر بن مالك، المشهور بجحدر اللص، رجلٌ من بني حنيفة باليمامة، أحد شعراء الدولة الأموية، كان لسناً فاتكاً شاعراً.
قبض عليه الحجاج بن يوسف الثقفي لكثرة غاراته وفتكه، فأنزله في حفرة به أسدٍ ضارٍ تمّ تجويعه ثلاثة أيام، بعد أن تمّ تصفيد يده اليمنى بالحديد وربطها إلى عنقه وأعطي سيف لا يستطيع حمله سوى بيده اليسرى التي لا يجيد القتال بها، فقال جحدر للحجاج: “أعطيتَ المنيّة، وقوّيت المحنة”! ثم أنشأ يقول أبياتاً منها:
وبينما الحجاج وجلساؤه يراقبون انطلق الأسد صوبه بزئير يشقّ الأسماع، ووثب فتلقاه جحدر بثبات وناوله بالسيف ففلق رأسه، وسقط جحدر -من هول وثبة الأسد- على ظهره، فكبّر الحجاج والناس! فقال جحدر مشيراً للحجاج:
لكن الحجاج أكرمه وأحسن جائزته.

## قصته مع الحجاج
وكان قد أفحش على أهل هجر وناحيتها، فبلغ ذلك الحجاج بن يوسف، فكتب إلى عامل اليمامة يوبخه في تلاعب جحدرٍ به، ثم يأمره بالتجرد في طلبه حتى يظفر به.
فبعث العامل إلى فتيةٍ من بني يربوع بن حنظلة، فجعل لهم جعلاً عظيماً إن هم قتلوا جحدراً، أو أتوا به، ووعدهم أن يوفدهم إلى الحجاج ويسني فرائضهم، فخرج الفتية في طلبه حتى إذا كانوا قريباً منه بعثوا إليه رجلاً منهم يريه أنهم يريدون الانقطاع إليه. فوثق بهم، واطمأن إليهم.
فبيناهم على ذلك إذ شدوه وثاقاً، وقدموا به إلى العامل فبعث به معهم إلى الحجاج، فلما قدموا به على الحجاج، قال له: أنت جحدر؟ قال: نعم. قال: ما حملك على ما بلغني عنك؟ قال: جرأة الجنان، وجفوة السلطان، وكلب الزمان قال: وما الذي بلغ من أمرك فيجترئ جنانك، ويصلك سلطانك، ولا يكلب عليك زمانك؟ قال: لو بلاني الأمير لوجدني من صالحي الأعوان، وبهم الفرسان ومن أوفى على أهل الزمان.
قال الحجاج: أنا قاذفك في قبة فيها أسد، فإن قتلك كفانا مؤنتك، وإن قتلته خليناك ووصلناك. قال: قد أعطيت - أصلحك الله - المنية، وعظمت المنة، وقربت المحنة. فأمر به فاستوثق منه بالحديد، وألقي في السجن، وكتب إلى عامله في كسكر يأمره أن يصيد له أسداً ضارياً.
فلم يلبث العامل أن بعث له بأسد ضاريات، قد أبزت على أهل تلك الناحية ومنعت عامة مراعيهم ومسارح دوابهم، فجعل منها واحداً في تابوت يجر على عجلة، فلما قدموا به أمر فألقي في حيزٍ، وأجيع ثلاثاً، ثم بعث إلى جحدر فأخرج وأعطي سيفاً ودلي عليه، فمشى إلى الأسد، وأنشأ يقول: